# Diocesi di Winchester
La diocesi di Winchester è una delle più importanti tra le diocesi della Chiesa anglicana, in particolare parte della Provincia ecclesiastica di Canterbury in Inghilterra.

## Storia

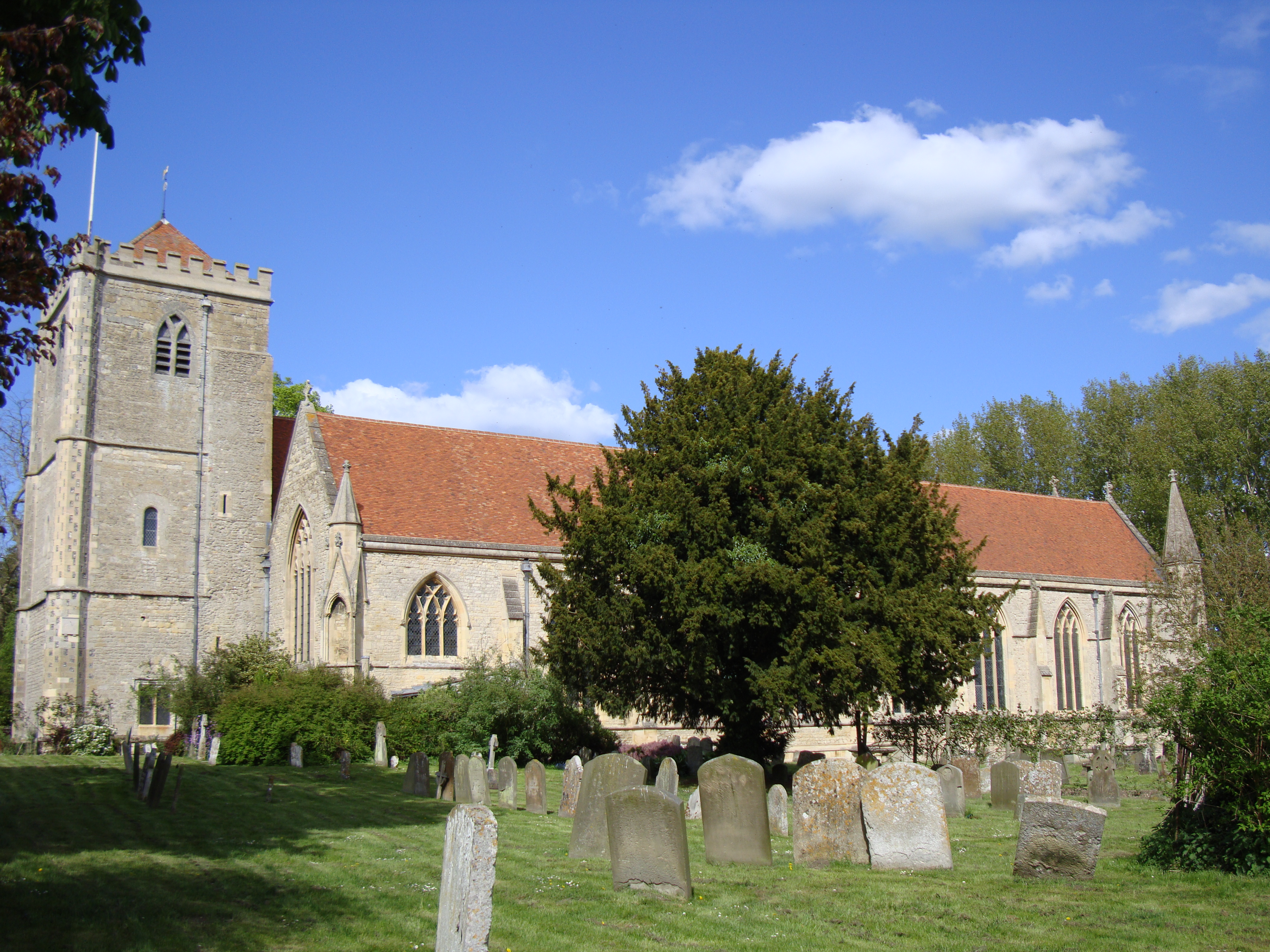
L'abbazia di Dorchester costruita nella prima metà del XII secolo sul sito dell'antica cattedrale fondata dal vescovo Birino

Storicamente la diocesi copriva il Wessex e confinava con le diocesi di Salisbury a ovest, di Londra a nord, e di Rochester e di Chichester a est. L'attuale diocesi è più ridotta e si estende grossomodo sulla contea dell’Hampshire.
La missione di evangelizzare il regno dei Sassoni occidentali fu concessa da papa Onorio I al san Birino, di probabili origini galliche. Egli dunque operò indipendentemente dal gruppo di missionari che alla fine del VI secolo erano approdati nel regno del Kent. Fu consacrato vescovo da Asterio, metropolita milanese in esilio. Nel 636 Birino battezzò il re dei Sassoni Cynegils e pose la sua sede a Dorchester, allora capitale del vasto regno del Wessex.
Nel 705 la diocesi del Wessex fu divisa in due: i vescovi di Dorchester trasferirono definitivamente la loro residenza nella nuova capitale del regno, Winchester, e contestualmente fu eretta la diocesi di Sherborne, in seguito denominata diocesi di Salisbury.
Nel 909 cedette la parte nord-occidentale a favore dell'erezione della diocesi di Ramsbury, in seguito unita alla diocesi di Sherborne. L'ultimo vescovo di Winchester in comunione con Roma, John White, fu deposto dalla regina Elisabetta nel 1559 e morì l'anno successivo.
Il vescovo di Winchester mantenne la sua storica importanza nel regno, tanto da essere di diritto membro della Camera dei Lord alla pari di un arcivescovo.

## Organizzazione
La diocesi di Winchester è oggi suddivisa in 306 parrocchie raggruppate in tredici decanati. Ci sono anche alcune luoghi di culto secondari per un totale di 410 chiese.
Secondo l’uso anglicano, il vescovo si aiuta con due ausiliari che hanno il titolo onorifico di Vescovo di Basingstoke e di Vescovo di Southampton. Concretamente invece, la diocesi ha un arcidiaconato a Bournemouth.
L’attuale numero di preti non riesce a coprire tutte le parrocchie della diocesi.

## Vescovi di Winchester
| Da            | A             | Vescovo                          | Note |
| ------------- | ------------- | -------------------------------- | --- |
| 634           | ca. 650       | San Birino                       | Sede a Dorchester                                                                                                 |
| ca. 650       | ca. 660       | Agilbert                         | Sede a Dorchester                                                                                                 |
| 660           | 663           | Wine                             | Vescovo sia di Winchester che di Dorchester                                                                       |
| 670           | before 676    | Leuthere                         | |
| 676           | ?705          | Edda                             | Beato |
| ca. 705       | 744           | Daniel                           | |
| 744           | betw. 749–756 | Hunfrith                         | |
| 756           | betw. 759–778 | Cyneheard                        | |
| betw. 759–778 | betw. 759–778 | Etelardo                         | |
| betw. 759–778 | betw. 781–785 | Ecgbald                          | |
| betw. 781–785 | betw. 781–785 | Dudd                             | |
| betw. 781–785 | betw. 801–803 | Cyneberht                        | |
| betw. 801–803 | betw. 805–814 | Ealhmund                         | |
| betw. 805–814 | 836           | Wigthegn                         | |
| before 825    | 836           | Herefrith                        | Never attests without Wigthegn.                                                                                   |
| betw. 833–838 | 838           | Eadhun                           | |
| 838 or 839    | betw. 844–853 | Helmstan                         | |
| 852 o 853     | 862 o 865     | Svitino                          | Santo patrono di Winchester                                                                                       |
| betw. 862–867 | betw. 871–877 | Ealhferth                        | |
| betw. 871–877 | 878 or 879    | Tunbeorht                        | |
| 878 or 879    | 908           | Denewulf                         | |
| 909           | 932 or 933    | Frithestan                       | Canonizzato |
| 931           | 934           | Beornstan                        | Canonizzato |
| 934 o 935     | 951           | Elfrego                          | |
| 951           | 959           | Elfsige                          | Trasferito a Canterbury                                                                                           |
| 960           | 963           | Beorhthelm                       | Forse trasferito da Selsey                                                                                        |
| 963           | 984           | Æthelwold (I)                    | Canonizzato |
| 984           | 1006          | Elfego                           | Trasferito a Canterbury, canonizzato                                                                              |
| 1006          | 1006          | Cenwulf                          | |
| 1006          | 1012          | Æthelwold (II)                   | |
| 1012          | 1032          | Ælfsige (II)                     | |
| 1032          | 1047          | Ælfwine                          | |
| 1047          | 1070          | Stigand                          | Trasferito da Elmham; tenne sia Winchester sia Canterbury, 1052–1070                                              |
| 1070          | 1098          | Walkelin                         | |
| 1100          | 1129          | William Giffard                  | |
| 1129          | 1171          | Henry of Blois                   | |
| 1173          | 1188          | Richard of Ilchester             | |
| 1189          | 1204          | Godfrey de Luci                  | |
| 1205          | 1205          | (Richard Poore)                  | Elezioni annullate                                                                                                |
| 1205          | 1238          | Peter des Roches                 | |
| 1238          | 1239          | (Ralph Neville)                  | Elezioni annullate                                                                                                |
| 1240          | 1250          | William de Raley                 | Trasferito da Norwich                                                                                             |
| 1250          | 1260          | Aymer de Valence                 | |
| 1261          | 1262          | (Andrew of London)               | Elezioni annullate                                                                                                |
| 1261          | 1262          | (William de Taunton)             | Elezioni annullate                                                                                                |
| 1262          | 1268          | John Gervais                     | |
| 1268          | 1280          | Nicholas of Ely                  | |
| 1280          | 1280          | (Robert Burnell)                 | Elezioni annullate giugno 1280.                                                                                   |
| 1280          | 1282          | (Richard de la More)             | Mai consacrato, ha rinunciato a giugno 1282.                                                                      |
| 1282          | 1304          | John of Pontoise                 | |
| 1305          | 1316          | Henry Woodlock                   | |
| 1316          | 1319          | John Sandale                     | |
| 1319          | 1323          | Rigaud of Assier                 | |
| 1323          | 1333          | John de Stratford                | Trasferito a Canterbury                                                                                           |
| 1333          | 1345          | Adam Orleton                     | Trasferito da Worcester                                                                                           |
| 1345          | 1366          | William Edington                 | |
| 1366          | 1404          | William of Wykeham               | Chancellor of England; fondatore del Winchester College e del New College, Oxford                                 |
| 1404          | 1447          | Cardinal Henry Beaufort          | Trasferito da Lincoln; creato Cardinale da Papa Martino V; il vescovo di Winchester nell'Enrico VI di Shakespeare |
| 1447          | 1486          | William Waynflete                | |
| 1487          | 1492          | Peter Courtenay                  | Trasferito da Exeter                                                                                              |
| 1493          | 1501          | Thomas Langton                   | Trasferito da Salisbury                                                                                           |
| 1501          | 1528          | Richard Foxe                     | Trasferito da Durham                                                                                              |
| 1529          | 1530          | Cardinal Thomas Wolsey           | Arcivescovo di York. Tenne in commendam la sede di Winchester.                                                    |
| 1531          | 1551          | Stephen Gardiner (1st tenure)    | |
| 1551          | 1553          | John Ponet                       | Trasferito da Rochester                                                                                           |
| 1553          | 1555          | Stephen Gardiner (2nd tenure)    | |
| 1556          | 1559          | John White                       | Trasferito da Lincoln                                                                                             |
| 1560          | 1580          | Robert Horne                     | |
| 1580          | 1584          | John Watson                      | |
| 1584          | 1594          | Thomas Cooper                    | Trasferito da Lincoln                                                                                             |
| 1594          | 1595          | William Wickham                  | Trasferito da Lincoln                                                                                             |
| 1595          | 1596          | William Day                      | |
| 1597          | 1616          | Thomas Bilson                    | Trasferito da Worcester                                                                                           |
| 1616          | 1618          | James Montague                   | Trasferito da Bath and Wells                                                                                      |
| 1618          | 1626          | Lancelot Andrewes                | Trasferito da Ely                                                                                                 |
| 1627          | 1632          | Richard Neile                    | Trasferito da Durham, poi trasferito a York                                                                       |
| 1632          | 1646          | Walter Curle                     | Trasferito da Bath and Wells. Deprived 1646, and died 1647.                                                       |
| 1646          | 1660          | Rivoluzione calvinista.          | Rivoluzione calvinista.                                                                                           |
| 1660          | 1662          | Brian Duppa                      | Trasferito da Salisbury                                                                                           |
| 1662          | 1684          | George Morley                    | Trasferito da Worcester                                                                                           |
| 1684          | 1706          | Peter Mews                       | Trasferito da Bath and Wells                                                                                      |
| 1707          | 1721          | Sir Jonathan Trelawny            | Trasferito da Exeter                                                                                              |
| 1721          | 1723          | Charles Trimnell                 | Trasferito da Norwich                                                                                             |
| 1723          | 1734          | Richard Willis                   | Trasferito da Salisbury                                                                                           |
| 1734          | 1761          | Benjamin Hoadly                  | Trasferito da Salisbury                                                                                           |
| 1761          | 1781          | John Thomas                      | Trasferito da Salisbury                                                                                           |
| 1781          | 1820          | Brownlow North                   | Trasferito da Worcester                                                                                           |
| 1820          | 1827          | Sir George Pretyman Tomline, Bt. | Trasferito da Lincoln                                                                                             |
| 1827          | 1869          | Charles Sumner                   | Trasferito da Llandaff                                                                                            |
| 1869          | 1873          | Samuel Wilberforce               | Trasferito da Oxford                                                                                              |
| 1873          | 1891          | Harold Browne                    | Trasferito da Ely                                                                                                 |
| 1891          | 1895          | Anthony Thorold                  | Trasferito da Rochester                                                                                           |
| 1895          | 1903          | Randall Davidson                 | Trasferito da Rochester, poi trasferito a Canterbury                                                              |
| 1903          | 1911          | Herbert Edward Ryle              | Trasferito da Exeter                                                                                              |
| 1911          | 1923          | Edward Talbot                    | Trasferito da Southwark                                                                                           |
| 1923          | 1932          | Theodore Woods                   | Trasferito da Peterborough                                                                                        |
| 1932          | 1942          | Cyril Garbett                    | Trasferito da Southwark, poi trasferito a York                                                                    |
| 1942          | 1952          | Mervyn Haigh                     | Trasferito da Coventry                                                                                            |
| 1952          | 1961          | Alwyn Williams                   | Trasferito da Durham                                                                                              |
| 1961          | 1975          | Falkner Allison                  | Trasferito da Chelmsford                                                                                          |
| 1975          | 1985          | John Taylor                      | |
| 1985          | 1995          | Colin James                      | Trasferito da Wakefield                                                                                           |
| 1995          | 2011          | Michael Scott-Joynt              | Trasferito da Stafford                                                                                            |
| 2012          | 2022          | Tim Dakin                        | |
| 2023          | present       | Philip Mounstephen               | da Truro |
| Fonti:        |               |                                  | |